# 朱中铁路
朱中铁路（朱家窑至中川线）位于甘肃省兰州市兰州新区及皋兰县境内，是环海中铁路（环县-海源-中川铁路）的重要组成部分。此线路属于国家Ⅰ级铁路，东起包兰铁路朱家窑站，西至中川北站与中马铁路连接，线路为长40.719kｍ，设计时速120km/h（预留160km/h）的单线铁路（预留双线条件）。

## 概况
朱中铁路是中铁二十一局集团有限公司首个以PPP模式建成通车铁路工程项目，总投资达18.6亿元。朱中铁路向东经朱家窑站衔接包兰铁路，向西经中马铁路连接兰新铁路，是两大国铁干线的联络线，新设中间站（黑石川站、高家庄站、兰州新区北站）3处，既有接轨站（朱家窑站）1处，会让站（红柳川站、肖家堡站）2处。由于包兰铁路运力限制目前仅能承担货运任务。